# Chaceus ibiricensis
Chaceus ibiricensis е вид десетоног ракообразен организъм от семейство Pseudothelphusidae. Видът е уязвим и сериозно застрашен от изчезване.

## Разпространение и местообитание
Разпространен е в Колумбия.
Обитава сладководни басейни, реки и потоци.